# Russet Hills
Die Russet Hills (englisch für Rostbraune Hügel) sind eine Hügelgruppe im ostantarktischen Viktorialand. In den Freyberg Mountains erstrecken sie sich über eine Länge von 5,5 km in ostwestlicher Ausrichtung und bilden den südlichen Gebirgskamm der Gallipoli Heights. Zu ihnen gehört der Painted Peak.
Die deskriptive Benennung nahm das New Zealand Antarctic Place-Names Committee auf Vorschlag des Geologen P. J. Oliver vor, der im Rahmen des New Zealand Antarctic Research Programme diese Gruppe zwischen 1981 und 1982 erkundet hatte. Namensgebend ist die rostbraune Farbgebung durch das Ignimbritgestein, aus denen die Hügel vorwiegend bestehen.